# Master Chief
John-117, MCPON, más conocido como Master Chief (también conocido en español como Jefe Maestro), es un personaje y el protagonista principal de la serie de videojuegos Halo. SPARTAN-117 es uno de los únicos Spartans en el proyecto SPARTAN-II u ORION-II, nombre en clave del proyecto creado por el UNSC para crear supersoldados capaces de repeler la insurrección.

## Breve descripción
El Jefe Maestro (John-117) ha sido condecorado en diversas ocasiones (faltándole solo la condecoración de prisionero de guerra) por las UNSC. Por su físico se puede intuir su manera de ser y de comportarse fuera del campo de batalla. Además es repudiado y temido por el Covenant («le llaman: demonio»). 
Posee una fuerza sobrehumana, capacidad de razonamiento y agilidad mental rápida. Un humano normal emplea mucho tiempo en usar un rifle de precisión correctamente, mientras que el Jefe Maestro es capaz de usar todas las armas y vehículos de combate, ya sean de humanos o covenant, sin problema alguno. Sus habilidades van más allá de lo humano gracias a modificaciones genéticas y a la armadura que lleva consigo, la MJOLNIR Mark VI que, aunque pesa poco menos de media tonelada, le añade aún más fuerza.
El Jefe Maestro tiene carácter de héroe frío y aterrador. Cuando aparece en batalla, sus enemigos advierten que será casi imposible ganar. Él nunca habla a menos que sea necesario y es raro que se exprese. Usualmente Cortana se expresa por él. Las pocas veces que ha hablado tiene una voz ronca, siniestra y con poca vida. Lleva el chip de Cortana en la parte trasera de su casco, lo que le permite escuchar sus consejos y pedirle informes, etc.
Dentro de su persona el cuenta con trajes especiales o blindaje de combate. En Halo cuenta con una armadura MJOLNIR Mark V y en Halo 2 cuenta con una armadura MJOLNIR Mark VI altamente actualizada, más resistente al combate y con nuevas mejoras. Los trajes cuentan con una fuente de alimentación especial para proveer de energía al escudo del traje, energía para el HUD interno, luz y reserva de oxígeno para el espacio. La tecnología del "escudo de energía" fue posible desde el momento en que los científicos humanos empezaron a experimentar con tecnología Covenant.
La causa por la que SPARTAN-117 no hable tal vez sea por la situación que se deja entrever en la novela Halo: The Flood cuando un superior le dice a SPARTAN-117 que todo el mundo piensa que él y sus compañeros Spartan son un grupo de locos, producto de un experimento fallido. Causándole un fuerte impacto, decidió que desde ese momento preferiría no entablar conversación alguna a no ser que fuera absolutamente necesario, aunque por ahora es muy estimado por la UNSC, en halo 4, se hace más sociable, hablando más con los demás y en plena batalla. 
Ha llegado a entablar una fuerte amistad con el Sargento Avery Johnson uno de los pocos supervivientes a la destrucción de Halo y el cual es el único humano que lo ha apoyado siempre en misiones suicidas, prueba de su amistad es cuando en la novela Halo: First Strike en la cual SPARTAN-117 destruye el chip que contenía información de los Flood y que explicaba como Johnson sobrevivió a ellos, sabiendo que esto significaba que la Sección 3 (Archivos y Experimentos Secretos de la ONI) iba a asesinar a Johnson para comprender mejor a los Flood. SPARTAN-117 al darse cuenta, decide salvarle la vida, desobedeciendo una orden directa del Comando General, sin embargo lo hace por la lealtad y amistad de Johnson, que siempre le había ayudado, aunque en Halo 3 Es asesinado por el Monitor 343 Guilty Spark, ya que este planeaba activar el anillo aún en construcción, lo que destruiría la Instalación 04 y la Instalación 00 .

## Biografía
El Jefe Maestro nació el 7 de marzo de 2511 y pasó la primera parte de su niñez en el planeta humano Eridanus 2, colonia donde vivió con su familia. John era alto para su edad en ese entonces, medía aproximadamente un pie más que sus compañeros de la escuela, de igual forma tenía pies, lo que lo hacía una muestra “genética perfecta” para el proyecto SPARTAN-II. Lo describen (en la edad de seis años) como un muchacho caucásico con pelo marrón, pecas y un espacio entre sus dos dientes delanteros.
En 2517, John y otros 74 niños de su edad, fueron secuestrados secretamente de sus hogares y sustituidos por “clones flash” (clones que estaban programados para morir en un tiempo determinado). Esta forma específica de copia fue empleada para asegurarse de que ninguna de las familias se enteraran de que sus hijos habían sido secuestrados. Sin embargo, los clones resultaron inestables y todos perecieron poco después de lo que fue llamado como la “falla metabólica en cascada” lo que hace parecer que el deceso fue por causas naturales. La doctora Catherine Halsey, jefa del proyecto SPARTAN-II, comentó más adelante que este efecto secundario era desafortunado, pero la fecha límite del proyecto no dejaba otra alternativa. Los niños originales fueron llevados al planeta Reach, una de las jefaturas del UNSC, para entrenarlos y convertirlos en supersoldados clase SPARTAN-II. En Reach, los niños secuestrados comenzaron el intensivo entrenamiento físico, mental y psicológico como parte del programa Spartan por parte de Chief Petty Officer Méndez, asignándoles nuevos números de identificación en vez de los nombres pasados. John Fletcher es ahora John-117.

### Inicio del proceso
A la edad de 14 años, da comienzo el "tratamiento" a los jóvenes reclutas, dando como resultado final soldados con reflejos más altos de lo normal, con la capacidad de saltar más alto y correr más rápido que cualquier humano, capacitados para usar cualquier tipo de arma de una manera excelente y con una fuerza muy superior a cualquier humano.

#### Osificación cerámica de carburo
Se injerta un material avanzado en las estructuras esqueléticas para que los huesos sean virtualmente irrompibles. 
- Riesgos: Especialmente en los niños pre y casi pubescentes, los crecimientos óseos repentinos pueden causar pulverización ósea irreparable, necrosis leucocitaria cuando el recubrimiento excede el 3 por ciento de la masa ósea total

#### Incrementador muscular
Se inyectan compuestos proteínicos para incrementar la densidad del tejido muscular y el tiempo de recuperación de glúcidos. 
- Riesgo: El 5% puede padecer un desarrollo crítico del corazón.

#### Implante catalítico tiroidal
Se inyecta una sustancia en el esteroide que incrementa el crecimiento óseo y muscular.
- Riesgos: Raramente se producen efectos de "elefantiasis".

#### Capilarización occipital opuesta
Incremento del número de capilares sanguíneos cerca del iris y la retina. Esto produce un gran aumento de la agudeza visual. 
- Riesgos: Evidentemente... infección de la retina y por tanto, ceguera permanente.

#### Mejora de motricidad fina
Entrenamiento de zonas de pequeños grupos musculares para evitar que por la rapidez o el peligro de la circunstancia los disparos no sean muy exactos.
- Riesgos: Párkinson y heridas permanentes en los dedos

#### Fabricación superconductiva neural
Alteración del nervio bioeléctrico en sustitución de un nervio electrónicamente protegido. Incrementa los reflejos un 300%, como hecho anecdótico aumenta la inteligencia, creatividad y memoria. 
- Riesgos: Posibilidades de padecer Párkinson o el síndrome de Fletcher; también males en la columna vertebral así como otros.

(Como se cuenta en THE FALL OF REACH)El primer día (24 de septiembre de 2517) John-117 conoció a sus compañeros de equipo SPARTAN-087 (Kelly) y SPARTAN-034 (Samuel), qué más adelante se convertirían en sus mejores amigos. El 12 de julio de 2519, a la edad de ocho años los enviaron a la selva en naves Pelican para participar en un ejercicio de supervivencia. Su entrenador, el oficial Méndez, dijo que el último entrenamiento consistía en regresar de nuevo a la base desde el terreno montañoso donde se hallaban, lo cual era un recorrido muy largo. Después de descender del Pelican individualmente, los aprendices se reunieron nuevamente. Luego de proceder al punto reunión John y los otros aprendices encontraron un Pelican, que era su ruta de escape, vigilado por otros instructores, que tenían órdenes de atacar a cualquier aprendiz que se acercara a la nave. John y sus compañeros de entrenamiento atacaron brutalmente a los guardias (lanzándoles decenas de piedras), robaron el Pelican y volaron de nuevo al complejo militar, con la guía de su IA maestra llamada Déjá. Cuando regresaron a casa, John insistió en que si alguien debía ser castigado, debía ser él, puesto que él fue el último en subir al Pelican. La Dr. Catherine Halsey convenció a Méndez para promocionar al joven Spartan a líder de escuadrón, como resultado de su capacidad de adaptarse y de su excelente habilidad para dirigir a otros Spartans. Tras este ejercicio John quedaría en definitiva como el líder moral de todos los SPARTAN-II.
En marzo de 2525, los jóvenes fueron aumentados y mejorados, biológica y cibernéticamente. Estos procedimientos tenían pocos riesgos sustanciales y sobrevivieron a su estado funcional después de las mejoras, pero doce no corrieron la misma suerte. Aun así, ellos fueron lisiados en cirugía y relegados a deberes tácticos y administrativos en el complejo de Reach, más específicamente, inteligencia naval (según lo indicado por Méndez después de que John preguntó qué le sucedería a sus hombres). Cuando John pregunta a Méndez qué hacer en su siguiente misión (John consideraba sus mejoras una “misión”) para evitar tales pérdidas, Méndez contestó diciendo que algunas pérdidas son aceptables; sin embargo, él le dice a John que hay una diferencia entre una vida útil y una vida perdida. John contempla esto más adelante y también lo piensa en el futuro cuando la guerra contra el “Covenant” comienza.
La primera misión real de John-117 fue controlar a los rebeldes en el cinturón de asteroides del sistema de Eridanus 2, donde estaba su planeta natal. Fue herido pero no incapacitado, mientras que conducía su escuadrón para capturar al Coronel Robert Watts, líder de las fuerzas insurgentes. Por lo cual recibió un corazón púrpura después de la misión.
Durante su tiempo con los Spartan, John, fue apodado “el más afortunado” (por la Dra. Catherine Halsey) y fue uno de los primeros, en probar la armadura de MJOLNIR. También tomó el comando de aprendices durante ejercicios tácticos.
Después, en noviembre de 2525, fue informado de la amenaza del Covenant; él y los otros Spartans lucharían por muchos años contra este nuevo enemigo. Primero fueron enviados al Laboratorio para prueba de materiales de Damasco en el Chi-Ceti 04 para recuperar la armadura MJOLNIR Mark IV. Mientras recuperaban la armadura, la nave de UNSC en la cual ellos habían llegado a ese sistema se enfrenta con una fragata Covenant. Después de dejar el planeta, Sam, Kelly, y John, asaltaron la nave y colocaron una bomba. Esta inserción dio lugar en última instancia a la muerte de Sam, que decidió permanecer atrás para asegurar la detonación de los explosivos después de que su armadura fuera perforada al ser alcanzado por un impacto de plasma. Forzado a dejar la nave del Covenant sin uno de sus amigos más cercanos, John, comprende entonces lo que Méndez había querido decir acerca de la diferencia entre una vida útil o una vida perdida. También se daría cuenta de que es posible derrotar al Covenant, a un alto precio.
El 1 de mayo de 2531, John y su equipo de SPARTAN-II fue enviado al sistema de 111 Tauri, en el planeta Victoria. La misión era recuperar, cabezas nucleares robadas por los rebeldes insurrectos. Entre su equipo de cinco hombres, Kurt-051 se convirtió en el reemplazo de Sam, antiguo rival de John durante el entrenamiento, John sintió que Kurt comprometería la misión debido su “carencia de disciplina” y de “tener emociones graciosas.” Sin embargo, durante la misión John-117, Kelly-087, Linda-058, y Fred-104 fueron capturados por los comandos rebeldes dirigidos por el General Graves. Las dudas de John sobre Kurt, resultaron ser falsas cuando este los liberó de su captura. No fue hasta después del rescate que el equipo azul aceptó a Kurt abiertamente. Hasta ese momento los Spartan-II todavía tenían prioridad de operación contra los rebeldes.

### Halo: Combat Evolved
Al salir del hiperespacio, el Pillar of Autumn, comandado por el Capitán Jacob Keyes, ayudado por Cortana, la inteligencia artificial a bordo, fue atacado por el covenant y en un último esfuerzo para salvar a la tripulación, aterrizó en una estructura en forma de anillo (no sin antes evacuar a una parte de la tripulación, a Master Chief y a Cortana; esta fue evacuada porque según Keyes la "captura o destrucción de una IA de nave es inaceptable"), llamada “Halo” por el Covenant. En el medio de la pelea, se descubrió que Halo era una estructura que fue creada por los Forerunners (Antepasados) como una última línea de defensa en contra de un parásito alienígena llamado El Flood. Los Flood fueron accidentalmente liberados por la fuerza exploratoria Covenant; como consecuencia, la mayoría de las fuerzas Covenant y de la UNSC que aterrizaron en el Halo fueron infectadas por el parásito y se convirtieron en parte del Flood. Mientras en otra parte de la instalación, una antigua IA llamada Chispa Culpable 343 (343 Guilty Spark) hace que Master Chief, recupere El Índice, un dispositivo que activara el Halo y supuestamente eliminaría a los Flood. Sin embargo, Guilty Spark no informa a Master Chief que el Halo lograría esto destruyendo a toda la vida consciente en un vasto radio, esencialmente aniquilando al Flood por hambre, al destruir su principal fuente de alimento. Según palabras de Guilty Spark, las “otras instalaciones” emularían la orden, y la vida consciente sería eliminada de toda la galaxia. La intervención oportuna de Cortana previno la activación del Halo, y los dos decidieron destruir el Halo. Peleando en contra de inmensos números de tropas Covenant, Flood y los centinelas Forerunner controlados por Guilty Spark, Master Chief desactivó temporalmente el mecanismo de disparo del Halo destruyendo sus tres generadores de pulso que magnificarían su rango, y regreso al Pillar of Autumn. Ahí, él sobrecargó el reactor de fusión nuclear de la nave para iniciar una explosión que provocaría una reacción en cadena que haría que las propias fuerzas centrífugas del Halo lo hicieran colapsar sobre sí mismo, destruyendo el Halo y diezmando a las fuerzas de ocupación/invasión dirigidas por el futuro Inquisidor que habían arrasado Reach y perseguido al Pillar of Autumn.

### First Strike
Master Chief, junto con algunos sobrevivientes del personal de la UNSC, que sobrevivió a los eventos de Halo, logró capturar el Ascendant Justice la nave insignia Covenant, y regresaron al planeta Reach para contactar al Alto Mando. En Reach, Master Chief descubre que los Covenant no han erradicado toda la población humana del planeta de la manera que normalmente lo harían, ya que algunos soldados Spartans seguían con vida. Después de rescatarlos, junto a la Dra. Catherine Halsey, la genio creativa detrás del proyecto “SPARTAN-II”, los Spartans atacan una estación de comando Covenant, el Unyielding Hipheorant, la cual estaba siendo usado como base para coordinar una ataque dirigido a la Tierra.
Al final de la novela, uno de los pocos sobrevivientes de los Eventos de Halo es el sargento Avery Jonhson, cuya vida estuvo en las manos de Master Chief. Antes de la desaparición de la Dra. Halsey, él le da a Master Chief una lección final sobre sacrificar una vida por un bien mayor, o salvar todas las vidas que sean posibles. En el caso de Jonhson, Master Chief tuvo que elegir entre entregar los datos de combate regulares del Flood (recopilados por Cortana), o entregar los datos completos que incluían el extraño accidente de Jonhson con el Flood al cual sobrevivió. Al final de “First Strike”, Master Chief elige entregar solo los datos de combate regulares. Por otra parte, solo cinco de los Spartans originales siguen activos en servicio: Linda (Spartan-058), que fue revivida por los cuidados médicos de la Dra. Halsey, Fred (Spartan-104), y John. Kelly (“Spartan”-087), sigue con vida pero ha sido raptada por propósitos desconocidos por la Dra. Halsey, en el libro declara que es “una misión privada”. Todos los otros Spartans están Desaparecidos en Acción (MIA, por sus siglas en inglés) o confirmados Muertos en acción (KIA); sin embargo, los SPARTAN muertos son publicados como Desaparecido en Acción o MIA (siglas en inglés de Desaparecido en Combate) para mantener la ilusión de que los Spartans no pueden morir, en un esfuerzo de darle esperanzas a la humanidad y aumentar la moral.
En adición a los cinco Spartans mencionados arriba, de hecho hay otros tres Spartans designados al “Gray Team” quienes, antes de la caída del planeta Reach y los eventos en la Instalación 04 cuando los Spartans se reunieron en el Pillar of Autumn, se encontraban en combate en lugares muy lejanos para ser fácilmente localizados. Quizás hayan caído ante fuerzas del Covenant dado que, según la novela Halo: Ghosts of Onyx, el “Gray Team” nunca hizo con contacto con el Comando por cerca de un año. También quedan otros tres Spartans vivos que se han retirado del servicio y que aún siguen con vida.

### Halo 2
Al llegar a la Tierra, la armadura MJOLNIR Mark V gravemente dañada de Master Chief, fue reemplazada por el nuevo y mejorado modelo Mark VI (recientemente probada en combate por SPARTAN-062 María), basada en mejoras hechas a la tecnología del Covenant usada en el Mark V. Will, Fred y Linda están ausentes sin explicación, pero se especula que están bajo una extensiva recuperación médica. Master Chief asiste a una breve ceremonia de condecoración a bordo de la Plataforma de Defensa Terrestre Cairo o Estación Cairo que fue rudamente interrumpida por un grupo de combate Covenant, compuesta de una inusualmente escasa flota de naves (trece cruceros de batalla-CCS y 2 transportes de asalto-CAT, uno de ellos con un profeta a bordo). El Covenant abordó la Estación Cairo, pero fueron repelidos por Master Chief y las tropas de UNSC. Alcanzado un transporte de asalto y destruyéndolo con su propia bomba colocada para destruir la estación, y luego alcanzó el In Amber Clad, que descendió en Nueva Mombasa para combatir a las fuerzas terrestres del Covenant. Master Chief liberó la ciudad y destruyó un gigantesco caminador Scarab con la ayuda de un pequeño escuadrón de Marines. Mientras, el Covenant partió usando un salto hiperespacial dentro de la ciudad, el In Amber Clad los siguió hasta la Instalación 05 – Delta Halo. No fue hasta la desaparición de Master Chief que Will, Fred y Linda ayudaron en la defensa de la Tierra por dos semanas.
Master Chief y un pequeño escuadrón de tropas de impacto (conocidas en el juego como ODSTs por las siglas en inglés de “Orbital Drop Shock Trooper” o en español SCDO por sus siglas "Soldados de Choque de Descenso Orbital", que serían el equivalente en el Universo de Halo a los paracaidistas de la Segunda Guerra Mundial) asesinan al Alto Profeta del Pesar, lo que ocasiona una Guerra Civil dentro del Covenant. Mientras esto sucede ODST son desplegados para caer dentro de un destructor covenant que entra a la Tierra y sacar información de su procedencia, pero logra escapar y los ODST caen en la tierra y ayudan en la tierra.
Después de apenas escapar del Templo Principal de los Altos Profetas, Master Chief se encuentra con su contraparte Elite Covenant, el Inquisidor ambos rescatados por Gravemind, una forma de vida inteligente que forma parte de los Flood. Gravemind tenía su propia agenda y envió a los dos soldados a detener a los Jerarcas Profetas. (Incluso sin la Instalación 04, la devastación causada por los seis anillos restantes sería aun apocalíptica, destruyendo ambas razas y mucho de las fuentes de alimento de los Flood) Gravemind envía a Master Chief a infiltrarse en Gran Caridad, la nave-ciudad capital Covenant, mientras que el Inquisidor es enviado a perseguir y detener a Tartarus, en la superficie del Delta Halo. Mientras Master Chief distraía al Covenant en Gran Caridad, quienes ya estaban envueltos en una Guerra Civil, Gravemind tomó el In Amber Clad, lo llenó con formas de combate Flood, y saltó al hiperespacio con la desafortunada nave hacia Gran Caridad. De los restos de la destrucción salió la fuerza de invasión Flood.
Master Chief siguió al Profeta de la Verdad, a través de oleadas de Flood combatientes hacia una nave Forerunner, dejando a Cortana atrás, logró abordar la nave antes de que embarcara hacia la Tierra. En una nota irónica de Halo: Ghost of Onyx, los camaradas SPARTAN-II sobrevivientes de John desaparecieron antes de su regreso a la Tierra ayudando a la Dra. Halsey en Onyx, pero John nunca se enteró de este incidente.

### Halo 3
Tras llegar a la Tierra y dejar a Cortana atrás, el Jefe Maestro de pura casualidad cae en el sitio donde estaba Johnson combatiendo. No obstante parece ser que muere en el impacto, pero solo unos minutos después está listo para el combate. Tras dirigirse a una zona de evacuación, Johnson y una buena parte de sus hombres son capturados pero son rescatados por el Jefe Maestro. Tras evacuar a la vieja base "El nido del Cuervo" (aun utiliza controles manuales para su operación).
En dicha base la comandante Miranda Keyes le revela al jefe que el Covenant ha encontrado el Arca la cual se encuentra en la Tierra y han comenzado a excavarla. el plan para parar la excavación consiste en simplemente abrir una brecha destruyendo un gran cañón antiaéreo del Covenant. El plan es interrumpido por una trasmisión del profeta de la verdad el cual simplemente se burla de ellos. La base es fuertemente atacada por el Covenant. John-117 se convierte en el principal factor para evacuarla y finalmente destruirla con todos los enemigos dentro. después de esto se reúne con todos los marines sobrevivientes y marchan hacia la ciudad de Voi luchando contra pequeños grupos de enemigos que buscan sobrevivientes.
Tras entrar en la ciudad comienza a ejecutarse el plan de Miranda Keyes: El Jefe Maestro y los marines logran abrir un hueco en las defensas covenant, destruyendo un Scarab y el AA en el proceso. el covenant logra poner en marcha el arca y dejan abierto un portal hacia ella. Tras este desenlace tan poco afortunado, una nave "Covenant" infestada de Flood se estrella en la ciudad, por lo cual el jefe, el inquisidor, los élites y los marines deben de luchar contra ella. Al llegar a una parte de la nave, el jefe encuentra un mensaje de Cortana en el cual le dice que atravesando el portal esta la única manera de salvarse de los Flood. 
Luego de una discusión en el alto mando sobre que se va a hacer, se acepta el plan de Cortana.
Un grupo de Humanos y Elites atraviesan el Portal y llegan al arca. Ahí John-117 es desplegado para que asegure una ZA para la fragata de Miranda Keyes, pues una gran batalla espacial entre los élites y las pocas fuerzas humanas que quedan, contra el Covenant está ocurriendo. Después de asegurar la ZA, a John-117 se le da un gran equipo pesado con el fin de que llegue al cartógrafo. Tras localizarlo con la ayuda de 343 Guilty Spark, se dan cuenta de que el Covenant está a punto de activar los anillos Halo y el jefe es enviado para destruir una de las tres torres de defensa, los élites otra y otro grupo de humanos al mando de Johnson la restante. Todos logran el objetivo menos Johnson, quien es capturado al ser fuertemente atacado. 
El Flood llega al arca para complicar aún más la situación y un grupo combinado de humanos y élites logra capturar la tercera torre, a este mimo grupo se le da un gran equipo pesado con la misión de evitar que verdad active los anillos. No obstante se topan con una gran fuerza de Covenants, entre ellos 2 Scarabs, los cuales son destruidos. El Jefe trata de evitar la activación de los anillos, pero ni aun con la alianza temporal con el Flood logran detenerlo. Keyes desesperadamente llega al lugar y es asesinada. cuando parecía que Johnson, totalmente obligado por el profeta, iba a activar los anillos, logran llegar John-117 y el Inquisidor, los cuales logran evitar la activación de los anillos y dan muerte al profeta de la verdad. 
Luego de esto el jefe y el inquisidor huyen y el jefe se tiene que internar totalmente solo en Gran Caridad para rescatar a Cortana y recuperar el Índice de activación del anillo con el fin de destruir al Flood.
Lo que parecía un suicidio se convierte en éxito y John, con una aparición oportuna del Inquisidor, logra rescatar a Cortana.
Llegan al anillo, donde un ya debilitado Flood trata de detenerlos, pero logran llegar al sitio de activación, donde en el último momento 343 Guilty spark los traiciona, porque el disparo del anillo destruiría el arca. Logra asesinar a Johnson, pero el jefe maestro también lo destruye. Johnson muere pero logran activar el anillo y en una frenética carrera logran escapar del anillo abordando la fragata Forward Unto Dawn. No obstante la explosión alcanza a la nave cuando esta atravesaba el portal, solo salvándose el inquisidor y el Jefe Maestro quedándose atrás. El inquisidor logra llegar a la tierra sano y salvo, pero John-117 queda a la deriva en el espacio, entrando en Criogenización y diciéndole a Cortana que lo despierte si lo necesita.

### Halo 4
En Halo 4 Master Chief es el protagonista, en donde Cortana lo despierta de la Criogenización. Después de 4 años sin actividad alguna flotando en el espacio a bordo de la Forward Unto Dawn,  
E
s atacado por toda una flota Covenant, después de destruir uno de los cruceros el pozo gravitacional de un planeta Forerunner lo arrastra cuando llega a este planeta, después de que la nave impacto se da cuenta de que Cortana empieza a fallar y se les ocurre ia la a tierra para encontrar a la Dr. Catherine Halsey y poder reparar a Cortana que es la únicaA aea partir de una muestra genética de la Dr. Hals. cuando intentaban escapar entraron en contacto con la nave UNSC INFINITY con la que hay fallas en la comunicación, y la Infinity viene en camino, así el jefe destruye las torres que estaban y conoce a los caballeros Prometeos (humanos transformados en máquina por una falla del compositor [un artefacto que transformaba a los Foreruner de físicos a digitales]) al destruir la segunda torre accidentalmente libera "el Didacta" que estuvo apresado durante muchos milenios. El Didacta, decidido a exterminar a la humanidad, consigue el apoyo del remanente Covenant y ambos se unen contra los humanos. Después de que la Infinity cayera en el planeta presa del pozo gravitatorio Didacta y sus fuerzas, el remanente Covenant y el jefe maestro la siguen. Ahí Master Chief se convierte en el principal factor para expulsar a las fuerzas enemigas que invaden la nave. tras una breve discusión con su superior Andrew del Río, Master Chief forma parte de la compañía Gibsy la cual tiene como misión destruir 2 cañones de partículas, lo cual logran tras lo cual Jhon 117 recibe la misión de entrar al controlador y desactivar el resto. Luego de entrar y hacerlo, se encuentra con la Bibliotecaria, la cual le explica la historia de porque el Didacta odia a la humanidad y también le explica del Compositor, que es un artefacto capaz de convertir a humanos en Prometeos, y le explica que solo alterando su ADN lograra salvarse de este. John acepta y es mejorado genéticamente para sobrevivir a este. Tras explicarle la situación a sus superiores, estos no le creen, pero su amigo Thomas Lasky le dice que le proporcionara un Pelican, el cual es un avión de combate bastante avanzado. Tras insubordinarse y abandonar la Infinity para salvar a la humanidad, John decide perseguir al Didacta para evitar que abandone Requiem y encuentre el Compositor, pues el Didacta ya sabe dónde está. Tras desactivar los escudos de su nave, parece ser que Cortana conseguirá encerrarlo, pero entra en un estado de Rampancia (un estado de alteración de las IA) y permite su escape. tras lograr entrar en un lych (una nave Covenant con capacidad de viaje al espacio) llegan a la Instalación 03. Después de estrellarse debido a la Rampancia de Cortana cada vez más fuerte, se encuentran con la doctora Sandra Tillson, gracias a ella logran acceder a minas HAVOK las cuales lograran destruir el Compositor antes de que lo use el Didacta. No obstante fallan y el Didacta logra convertir a todos los humanos de la estación en caballeros Prometeos. Debido a sus mutaciones genéticas Master Chief sobrevive y a bordo de un Broadsword logran meterse a la nave del Didacta. Este se dirige a la tierra para atacarla con el Compositor y así convertir a todos los humanos en ella en parte de su ejército. Sin embargo, el Jefe maestro logra destruir varios cañones de defensa con lo cual consigue apoyo de la Infinity, la cual consigue abrirle un hueco por donde pasar. Después de que este se cierre, el jefe y Cortana deben de seguir a pie y logran llegar con el Didacta, no obstante este logra disparar al chip de Cortana, dejándolo gravemente dañado. El jefe logra llegar hasta donde se encuentra el Didacta, pero este con sus habilidades logra derrotarlo fácilmente. Cortana sigue viva y logra inmovilizarlo y el Jefe Maestro a continuación le clava una granada de pulso, con la cual logra que el Didacta caiga en un portal de desliespacio y detona la pequeña ojiva nuclear que llevaba consigo, destruyendo el Compositor y la nave insignia del Didacta. Cortana salva al jefe de la explosión, "sacrificándose" y tras ello se ve que el jefe entra en criogenización, al ya no tener motivos para seguir luchando. Si se termina la campaña en legendaria, se verá la primera parte de su cara, que son los ojos.

### Halo 5: Guardians
Ocho meses después de la destrucción del mundo escudo Requiem, la UNSC desplegó el Equipo de Fuego Osiris, un equipo de élite de los Spartan-IV de los cuales consta de Agentes de la ONI y el líder de escuadrón Jameson Locke, Ingeniero del Ejército del acebo Tanaka, Armada Traductor y Piloto Olympia Vale, y el veterano ODST patrullero Edward Buck en el planeta Kamchatka controlado por el Covenant para extraer a la doctora Catherine Elizabeth Halsey, que desea despertar de nuevo al Consejo de Seguridad. El equipo tiene éxito en la recuperación de Halsey y eliminando el líder del Covenant Jul 'Mdama, Halsey les informa que una nueva amenaza está a punto de emerger.
Por otra parte, el Jefe Maestro, todavía se encuentra dolido por la pérdida de su compañera Cortana, lleva a sus colegas sobrevivientes Spartan-II, el equipo azul, en una misión a la estación de investigación de ONI en Argent Moon donde el Covenant lo han ocupado para un propósito desconocido. Los miembros del equipo incluyen a Kelly, exploradora del equipo y amiga cercana del jefe; Frederic, especialista CQB y del equipo segundo al mando que se preocupa más del bienestar de John; y Linda, francotirador del equipo que tiene confianza en la capacidad del jefe para dirigir. En su investigación sobre el objetivo del Covenant a bordo Argent Moon, el Equipo Azul descubre un barco furtivo avanzada y otros prototipos siendo saqueado por el Covenant, deduciendo que la guerra de la Alianza contra las fuerzas de la Inquisidor empieza a ser desesperante.
Para evitar que el Covenant obtenga esa tecnología, el equipo decide destruir Argent Moon. Durante su sabotaje de la estación, jefe recibe un mensaje críptico de lo que parece ser Cortana, diciéndole que vaya a la colonia Meridian. Cuando tienen éxito en la destrucción de Argent Moon, el Jefe informa a la Infinity que planea ir a Meridian, pero se le ordenó regresar a la nave para el interrogatorio. Sensación de que algo está mal, John desobedece órdenes e informa a la Infinity que planea ir. A pesar de no dejar a su equipo a ir con él, el equipo azul, de su lealtad de por vida a John, decide acompañarlo. Mientras el capitán Lasky se resiste a creer que el jefe es un traidor, se ve obligado a registrar los spartans canallas como ausente sin permiso. Tras informar a Halsey que John tuvo contacto potencial con Cortana, ella comienza a entrar en pánico como la supervivencia de Cortana de Requiem sólo puede significar que ella ha trascendido a una forma superior de la inteligencia artificial a través del uso de la tecnología de precursor, lo que significa que ya no se puede confiar en Cortana.
Con el fin de traer de vuelta al Spartan, Lasky manda al Equipo Osiris a encontrar y capturar al Equipo Azul, aunque Buck reacciona y recuerda a Locke que el Jefe Maestro es un héroe para toda la humanidad. El equipo se implementa en Meridian para perseguir al Equipo Azul, la lucha contra las fuerzas de Prometeos que atacan la colonia. Durante su búsqueda, se encuentran con el Warden Eterno, un soldado Prometeo, que es un protector para Cortana. Después de derrotar temporalmente al Warden Eterno, Osiris detiene temporalmente al Equipo Azul, diciéndoles a dimitir, sólo para el SPARTAN desobedecer abiertamente y salir a través del portal de deslizamiento en el espacio del Guardián. Durante el período posterior, quedan testigos el Osiris de un Guardián, un barco-mech grande similar capaz de destruir colonias enteras, activan. Osiris escapa tras la destrucción de la colonia Meridian.
El Equipo Azul se transporta al planeta Forerunner Génesis, sin darse cuenta de la cantidad de daño que el Guardián había infligido una vez activado, donde luchan a través de las fuerzas del Covenant disidentes y las fuerzas de Prometeo del Warden Eterno para hacer su camino a Cortana, el aprendizaje que el cuerpo de Cortana fue curado por el Dominio sobre el Génesis. Mientras tanto, a partir de datos recogidos de Meridian, Osiris se implementa en el planeta Sanghelios, hogar de los Sanghelli (Elite) para intervenir en la guerra civil del Inquisidor con los restos del Covenant durante el uso latente Guardián del planeta para llegar al equipo Azul. Durante el clímax de la guerra civil, el Inquisidor asegura la victoria de sus fuerzas, mientras que Osiris sube a un Pelican con la ayuda de la Comandante Sarah Palmer.
Al llegar a Génesis, Osiris se encuentra con el monitor del Génesis, 031 Exuberant Witness(Testigo Exuberante) , que entra en una alianza para ayudar a detener Cortana. Osiris pone al día con el equipo azul, con este último siendo conscientes de la naturaleza peligrosa de Cortana. Después de haber sido separados por Cortana, el Equipo Azul lucha su camino a la ubicación de Cortana. Al llegar a su ubicación, el equipo azul se entera de que Cortana está planeando el uso de los Guardianes para destruir a los que no se someten a ella y deponer las armas, lo que se consigue la paz galáctica eterna. El Jefe Maestro, consciente de la devastación del plan de Cortana había causado, intenta razonar con Cortana, única para todo el equipo para conseguir paralizado y se mantiene dentro de la Cryptum por estasis mientras Cortana lleva a cabo sus planes.
Osiris lucha su camino a través de las fuerzas de Prometeos para cortar la capacidad de Cortana para partir Génesis con el equipo azul. Con la ayuda de exuberante Testigo, Osiris tiene éxito en la prevención de la partida del equipo azul. Mientras tanto, la mayoría de la IA de toda la galaxia juran lealtad a Cortana, sumiendo a la Tierra y otras colonias en la era oscura con huelgas EMP de los Guardianes.Bajo las órdenes del capitán Lasky, la Infinity hace un salto desliespacial hacia algún lugar desconocido para evitar un PEM de un Guardián. Con el Equipo azul recuperado, Osiris retorna a Sanghelios, reuniendo el SPARTAN con la Comandante Palmer lesionados, el Inquisidor, y la Dra. Halsey. Si el jugador completa el juego en dificultad Legendaria, una escena adicional mostrará una instalación de Halo desconocido y se enciende antes de que la pantalla pase a cortarse.

## Otras apariciones del Jefe Maestro
En el juego "Dead or Alive 4" (DOA4), se presumía que iba a aparecer Master Chief pero por restricciones de la historia en su lugar Bungie opto crear a una soldado SPARTAN-II, llamada Nicole-458, en un homenaje a Master Chief y a la saga Halo, para que hiciera su aparición.
Además en el juego Halo: Reach, Master Chief aparece en el nivel "The Pillar of Autumn" en una escena dentro del Pillar of Autumn (para esto se tiene que mover hacia la derecha el stick derecho justo cuando el Pelican entra en la cubierta de embarque y está dentro de una cápsula criogénica) y en la misión de Lone Wolf se ve pero solo en modo Cine, Master Chief aparece en forma de estatua.
En 2020 tuvo un cameo como skin de personaje en "Fortnite: Battle Royale".
En 2023 salió como skin crossover en "Brawlhalla".

## Condecoraciones, grados militares, etc.
1. Corazón púrpura (durante la batalla contra tropas rebeldes en el cinturón de asteroides de Eridanus 2)
2. Líder del equipo Spartan azul. De todos sólo SPARTAN-087 (Kelly), SPARTAN-104 (Frederic), SPARTAN-058 (Linda) y SPARTAN-117 (Jefe Maestro) quedan vivos; de Halo Wars, hay tres SPARTAN que se quedan en el Spirit of Fire que aún están vivos pero en estado de MIA, dando un total de 7 SPARTAN, mas una que se retiró del servicio tras probar el MARK VI
3. Líder de las tropas humanas en caso de no encontrase un oficial de un rango más alto.
4. Grado militar de "Master Chief Petty Officer".
5. Supervisor de Spartans en el entrenamiento.

Obtuvo todas las insignias de la UNSC excepto la de prisionero de guerra.
Además tiene la Insignia de "Libertador de la Tierra"

## Figura de cera
- El Museo Madame Tussauds rinde homenaje al Jefe Maestro con una figura de cera en tamaño real.[1][2] El SPARTAN-117 es el primer personaje de videojuego que es inmortalizado en el Museo de Madame Tussaud. Con esto se reconoce la inmensa popularidad del protagonista de ‘Halo’.

## Coincidencias
Advertencia: Spoilers en esta sección para quienes no han jugado el título de Ensemble Studios. Queda avisado
- Se decía que John-117 era en realidad el sargento John Forge, quien apareció en Halo Wars, pero esta posibilidad se deshizo al compararse las fechas de cada trama: Halo Wars se desarrolló 20 años antes de Halo:Combat Evolved, tiempo en que el Jefe Maestro aún estaba en pleno entrenamiento y ya con su Mjolnir Mark IV. Además, al final del juego, Forge se sacrifica para facilitar la huida del Spirit of Fire del planeta Forerunner.